# دلار گویان
دلار گویان (به انگلیسی: Guyanese dollar) با کد ایزوی GYD، یکای پول رایج در کشور گویان است. مسئولیت کنترل این یکای پول برعهدهٔ بانک گویان قرار دارد.